# Machaerirhynchus nigripectus
Machaerirhynchus nigripectus là một loài chim trong họ Machaerirhynchidae.